# جبل أرفعة
جبل أرفعة هو عبارة عن جبل بركاني خامد يقع في  السعودية، وتحديداً في الجزء الغربي من حرة سبيع في منطقة مكة المكرمة. ويبلغ ارتفاعه نحو 1570 م.

## انظر ايضاً
- قائمة جبال السعودية
- قائمة الحرات في السعودية